# Štefan Holý
Štefan Holý (* 11. prosince 1978 Nová Baňa) je slovenský politik, podnikatel a bývalý advokát, v letech 2021–2023 místopředseda pro legislativu a strategické plánování ve vládách Igora Matoviče a Eduarda Hegera.

## Život
Narodil se a vyrůstal v Nové Bani. Po maturitě studoval právo v Trnavě a ve Vídni. Při studiu začal ve Vídni pracovat v advokátní kanceláři Lansky, Ganzger & Partner, kde se postupně stal řídícím společníkem. Společnost se věnovala poradenství pro rakouské státní podniky, Holý se specializoval na obchodní vztahy ve stavebním průmyslu.
Od ledna 2020 má pozastavenou advokátní licenci. Manažersky působí ve více společnostech, a to převážně ve stavebním průmyslu.

### Působení v politice
Do politiky vstoupil ve straně Sme rodina. Podle vlastních slov dostal nabídku kandidovat od více stran. V parlamentních volbách SR v roce 2020 byl do Národní rady SR zvolen z devátého místa, získal 3319 preferenčních hlasů.
V předvolební kampani vystupoval jako stínový ministr financí. V povolebních jednáních figuroval jako adept na ministra dopravy, byl propagátorem myšlenky velkých investic do výstavby dálnic, železnic a nájemních bytů postavené na vynětí státních podniků (NDS a ŽSR) z veřejných financí a jejich následném zadlužení.
Holého plány kritizovalo několik ekonomů včetně Richarda Sulíka, Petra Cmoreja, Jána Marosza a dalších, odmítavě se vyjádřili i ekonomické think-tanky INEKO a INESS.
Holý byl kritizován i za vazby na Vladimíra Poóra, který je považován za jednoho z mecenášů strany SMER – sociálna demokracia. Oba společně manažersky působili ve více firmách. Podle Poóra byl jejich vztah výhradně pracovní.
Negativní ohlasy Holý získal také za kontrakt se Železnicemi Slovenské republiky na vypracování analýzy alternativních modelů financování ŽSR za 299 000 eur.
Holý nedokázal přesvědčit ostatní koaliční partnery o všech svých plánech, na myšlence výstavby státních nájemních bytů se ale koalice nakonec shodla. Ve vládě Igora Matoviče zaujal nově vytvořený post místopředsedy vlády pro legislativu a strategické plánování.